# Вишни Тварожец
Вишни Тварожец (слч. Vyšný Tvarožec) насељено је мјесто са административним статусом сеоске општине (слч. obec) у округу Бардјејов, у Прешовском крају, Словачка Република.

## Становништво
| Година:    | 1994. | 2004.   | 2014.   | 2024. |
| ---------- | ----- | ------- | ------- | ----- |
| Број људи: | 133   | 135     | 122     | 122   |
| Разлика:   |       | +1,50 % | -9,62 % | +0 %  |

| Година:    | 2023. | 2024.   |
| ---------- | ----- | ------- |
| Број људи: | 124   | 122     |
| Разлика:   |       | -1,61 % |

Према подацима о броју становника из 2024. године насеље је имало 122 становника.